# Jules Marcoux
Pour les articles homonymes, voir Marcoux.
Pour l’article ayant un titre homophone, voir Jules Marcou.
Jules Marcoux, également connu sous le surnom de MARCOUX, est un entrepreneur et artiste canadien.

## Biographie
Jules Marcoux se lance dans le rap à l'adolescence sous le nom d'artiste « Jaymark ». Quelques-uns de ses titres connaissent un certain succès sur YouTube ce qui lui permet de se produire au Carnaval de Québec. 
Après la parution de The Marketing Blueprint en juin 2015 — auto-publié sur internet et  qui se veut un guide compilant des stratégies du secteur — il devient consultant marketing. En 2017, il est nommé vice-président marketing d'Outgo. L'année suivante, il crée Bamboo Underwear, entreprise qui se fait connaître grâce à des collaborations avec des influenceurs à l'instar d'Elisabeth Rioux,,
Il effectue un retour à la musique sous le nom d'artiste « MARCOUX » en 2020 en collaborant sur plusieurs single avec le producteur Jonathan Carpin Beats by Carpp,.

## Publications
2015: The Marketing Blueprint
2016: Be The Brand